# Orlov (släkt)
Orlov är en rysk adelssläkt.
Släkten härstammar från Vladimir Lukjanovitj Orlov, som 1613 var brottmålsdomare i Bjezjetsk. Hans sonson, 
Grigorij Ivanovitj Orlov (död 1746), guvernör i Novgorod Governorate, var far till fem söner, som under Katarina II:s regering gjorde sig mycket bemärkta.
Inte besläktad med denna familj Orlov är en kosackfamilj Orlov, som 1801 fick grevlig värdighet, på grund av ett gifte kallar sig Orlov-Denisov och i tre släktled givit hetmaner åt Donkosackerna.

## Kända medlemmar
- Ivan Grigorjevitj Orlov (1733–1791)
- Grigorij Grigorjevitj Orlov (1734–1783)
- Aleksej Grigorjevitj Orlov (1737–1808)
- Fjodor Grigorjevitj Orlov (1741–1796)
- Vladimir Grigorjevitj Orlov (1743–1831)
- Aleksej Fjodorovitj Orlov (1786–1862)
- Michail Fjodorovitj Orlov (1788–1842)
- Nikolaj Aleksejevitj Orlov (1827–1885)